# سیاست تثبیت
سیاست تثبیت مجموعه ای از اقدامات ارائه شده برای تثبیت یک سیستم مالی یا اقتصادی است. این اصطلاح به سیاست‌ها در دو مجموعهٔ متمایز اشاره می‌کند:تثبیت چرخه کسب و کار یا تثبیت چرخه اعتبار؛ که در هر دو صورت یک سیاست اختیاری است.

## تثبیت چرخه کسب و کار
«تثبیت» می‌تواند به اصلاح رفتار عادی چرخه کسب و کار اشاره داشته باشد که این خود باعث افزایش ثبات اقتصادی می‌شود. به‌طور کلی در این حالت، این اصطلاح به مدیریت تقاضا از طریق سیاست‌های پولی و مالی برای کاهش نوسانات عادی و بازده اشاره می‌کند، که گاه به آن «نگه داشتن اقتصاد در حالتی آرام» گفته می‌شود.
تغییرات سیاست در این شرایط معمولاً ضدچرخه است، و به جبران تغییرات پیش‌بینی شده در اشتغال و تولید و همچنین باعث افزایش رفاه کوتاه مدت و متوسط می‌شود.

## تثبیت بحران
این اصطلاح می‌تواند به اقدامات انجام شده برای حل یک بحران اقتصادی خاص اشاره داشته باشد، به عنوان مثال، به بحران نرخ ارز یا سقوط بازار سهام اشاره کند تا از توسعهٔ رکود یا تورم اقتصادی جلوگیری شود.
این بسته معمولاً توسط دولت یا بانک مرکزی یا هر دو آغاز می‌شود که این دو با هماهنگی مؤسسات بین‌المللی مانند صندوق بین‌المللی پول (IMF) یا بانک جهانی عمل می‌کنند؛ و با توجه به اهدافی که باید بدست آید این عمل شامل ترکیبی از اقدامات محدودکننده مالی (برای کاهش استقراض دولت) و سیاست‌های پولی اتقباضی (برای حمایت از ارز) است.
نمونه اخیر این بسته شامل زمان‌بندی مجدد تعهدات بین‌المللی آرژانتین است ' (که در آن بانک‌های مرکزی و بانک‌های بین‌المللی پیشرو بدهی آرژانتین را دوباره برنامه‌ریزی کرده‌اند تا بتوانند جلوی کل پیش فرض‌ها را بگیرند) و مداخلات صندوق بین‌المللی پول در جنوب شرق آسیا (در پایان سال 1990s) زمانی که چندین اقتصاد آسیایی با آشفتگی مالی مواجه شدند. مثال‌ها را مشاهده کنید
- بحران اقتصادی آرژانتین (۱۹۹۹–۲۰۰۲)
- جدول زمانی برنامه‌های تثبیت اقتصادی برزیل
- برنامه تثبیت اقتصادی (اسرائیل ۱۹۸۵)
- اقتصاد کره جنوبی در دهه ۱۹۹۰ و بحران مالی آسیا
- اقتصاد مالزی: بحران مالی آسیا و بازیابی
- ایالات متحده
  - برنامه مشکل ساز دارایی(Troubled Asset Relief Program)
  - قانون ثبات اقتصادی اضطراری ۲۰۰۸
  - اداره ثبات اقتصادی
  - قانون ثبات اقتصادی ۱۹۷۰

این نوع تثبیت در کوتاه مدت می‌تواند به دلیل پایین آمدن تولید و بیکاری برای اقتصاد دردناک تر باشد. بر خلاف سیاست تثبیت چرخه تجارت، این تغییرات غالباً چرخه ای بوده و روندهای موجود را تقویت می‌کنند. این سیاستها به گونه ای طراحی شده‌اند که بتوانند بستری برای رشد و اصلاحات طولانی مدت فراهم آورند.
استدلال شده‌است که به جای تحمیل چنین سیاستی پس از بحران، باید ساختار سیستم بین‌المللی مالی اصلاح شود تا از برخی از خطرات (به عنوان مثال، جریان‌های پول داغ یا فعالیت صندوق‌های پوشش ریسک) که برخی از افراد برای بی‌ثبات کردن اقتصادها و بازارهای مالی استفاده می‌کنند، جلوگیری شود. تا منجر به نیاز به سیاست‌های تثبیت و به عنوان مثال، مداخلات صندوق بین‌المللی پول نشود. اقدامات پیشنهادی برای مثال شامل مالیات جهانی توبین بر معاملات ارزی در سراسر مرزها می‌شود.